# Leopold Stanisław Kronenberg

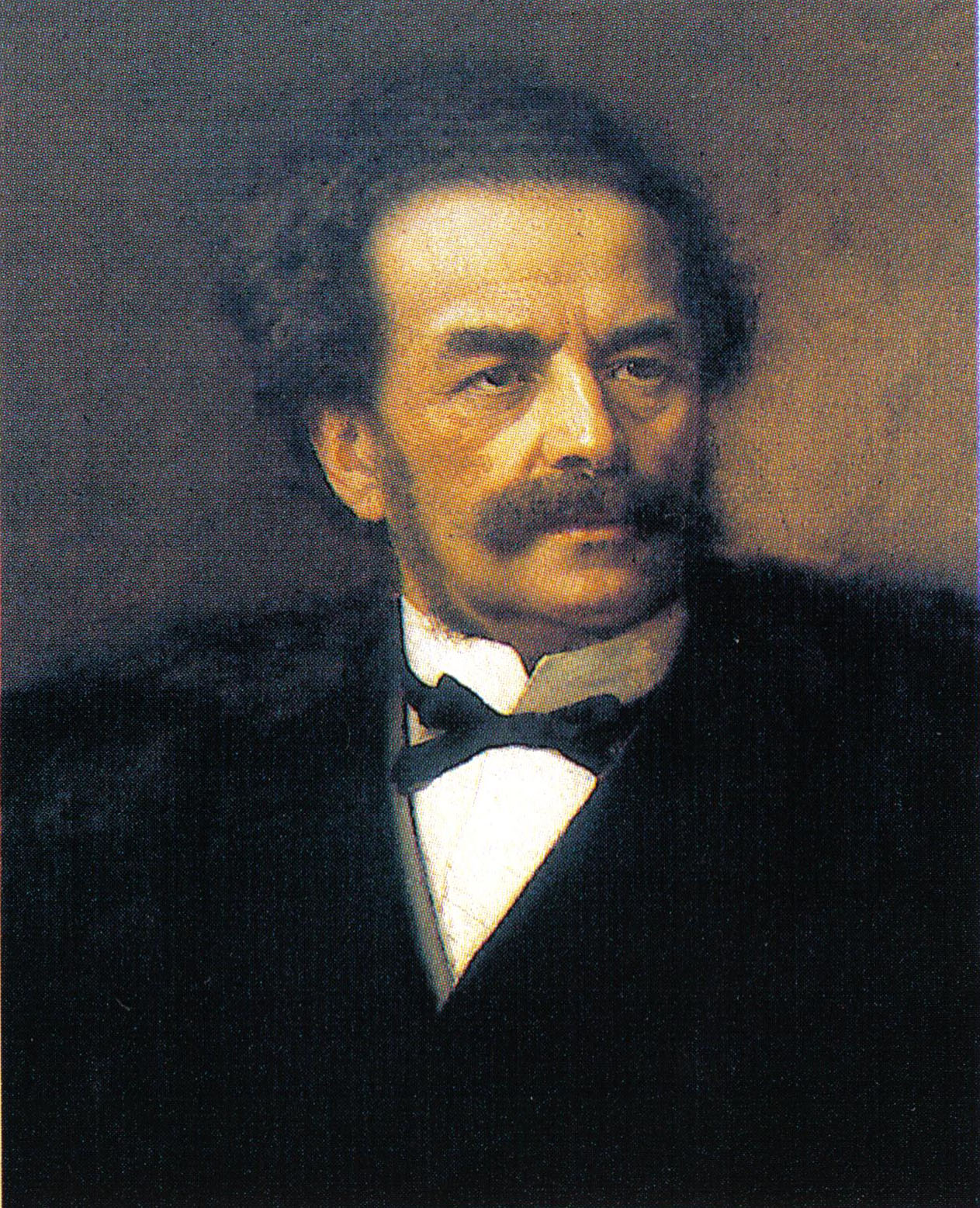
Leopold Horovitz: Porträt des Leopold Kronenberg

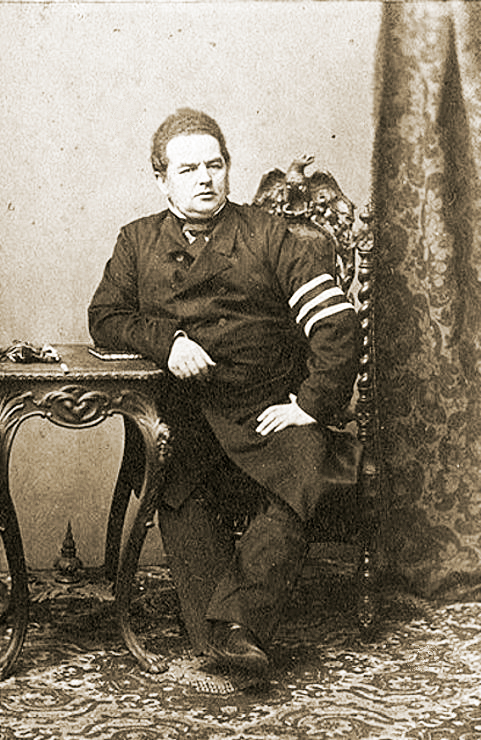
Leopold Kronenberg – Lichtbild von Karol Beyer

Leopold Stanisław Kronenberg (* 24. März 1812 in Warschau; † 5. April 1878 in Nizza) war ein polnischer Bankier und Unternehmer jüdischer Abstammung.
Sein Vater, der aus der Kleinstadt Wyszogród bei Płock stammende Samuel Eleasar Kronenberg, war ein Warschauer Bankier. Als einer seiner vier Söhne war Leopold Schüler im katholischen Gymnasium des Piaristenordens und studierte nach dem Abitur an der Praktisch-Technischen Akademie in Hamburg und an der Berliner Universität. 1832 kehrte er nach Warschau zurück und wurde Geschäftsmann. 1846 konvertierte er zum Calvinismus.
1845 heiratete er Ernestine Rosalie Leo. Er wurde Vater von zwei Söhnen – Stanisław Leopold Kronenberg und Leopold Julian Kronenberg – sowie von zwei Töchtern – Rosa Orsetti und Marie, in erster Ehe Gräfin Zamoyska, in zweiter Ehe Baronin Taube.
1833 wurde Leopold Kronenberg in das Verzeichnis der Warschauer Kaufleute eingetragen. Er beschäftigte sich vor allem mit dem Bankwesen. Er nahm das russische Tabakmonopol in Pacht, das ihm einen beachtlichen Gewinn brachte. Er holte die französischen Banken Crédit Lyonnais und Crédit Mobilier ins Land. 1851 gründete er seine eigene Bank, die insbesondere die Industrie und die Landwirtschaft finanzierte. 1860 gründete er in Warschau eine Tabakfabrik mit 700 Arbeitskräften. 1870 rief er die Handelsbank ins Leben, die bis heute, unter dem Namen Bank Handlowy, funktioniert. Er finanzierte den Bau der Weichsel-Eisenbahnlinie (Kolej Nadwiślańska) und errichtete viele Zuckerfabriken. Kronenberg war Gesellschafter der Mirkower Papierfabrik AG (polnisch: Towarzystwo Akcyjne Mirkowskiej Fabryki Papieru), die in Mirków und etwa ab 1870 in Konstancin-Jeziorna eine Papierfabrik betrieb.
Seit 1859 unterstützte er die polnische Tageszeitung, deren Redaktion der Schriftsteller Józef Ignacy Kraszewski übernahm.
Leopold Kronenberg errichtete 1868 bis 1871 seine Residenz, den Kronenberg-Palast (Architekt Friedrich Hitzig aus Berlin), der im September 1939 während des Überfalls auf Polen ausbrannte. Die gut erhaltenen Ruinen wurden erst in den sechziger Jahren abgerissen.
Leopold Kronenberg lebte in Zeiten der Teilungen Polens und den Konflikten der Polen mit dem russischen Staat. Es gab mehrmals blutige Aufstände. Deshalb versuchte er die gespannte Lage zu mildern. Er unterstützte den Grafen Aleksander Wielopolski in seinen Bemühungen, den Polen, die unter der russischen Herrschaft lebten, bessere Bedingungen zu schaffen. Für patriotisch gesinnte Polen galt Wielopolski jedoch als Verräter.
Kronenberg war 1861 ein Teil der „weissen“ Partei. Er war ein führendes Mitglied der Delegacja Miejska, die Warschau einige Wochen lang verwaltete. Während des Januaraufstandes 1863 versuchte er den Streit zu entschärfen, danach zog er sich von der Politik zurück. Vom Zaren wurde er mit dem Orden des Heiligen Wladimir und mit dem erblichen Adelsstand ausgezeichnet.
1875 gründete er die Handelsschule in Warschau. Er starb drei Jahre später in Nizza und wurde im Familienmausoleum auf dem Friedhof der Evangelisch-Reformierten Kirche in Warschau bestattet.